# 周德潤
參數所指定的目標頁面不存在，建議更正成存在頁面或直接建立下列一個頁面（建立前請先搜尋是否有合適的存在頁面可以取代）：
- 周德潤 (嘉慶進士)

周德潤（1832年—1892年），字生霖、號義廬，廣西臨桂（今廣西壯族自治區桂林市）人，清朝政治人物、進士出身。
同治元年，登進士，改庶吉士。次年任翰林院編修、后升任國史館協修、國史館纂修、國史館總纂。光緒元年，任實錄館纂修。光緒五年，改國子監司業。次年任詹事府右春坊右中允、司經局洗馬，署日講起居注官、翰林院侍講、翰林院侍讀；七年，擔任詹事府右春坊右庶子、翰林院侍講學士。光緒八年，任翰林院侍讀學士、少詹事，署漢經筵講官。光緒九年，任內閣學士、武會試副考官。光緒十三年，任工部右侍郎兼管錢法堂事務。后任刑部右侍郎。光緒十四年，擔任順天學政。光緒十七年，任武闈鄉試正考官。光緒十八年，擔任管理三庫大臣。
有子周承炯、周承楙。孫周清任、周清儁。

## 延伸阅读
[在维基数据编辑]
 在维基文库阅读此作者作品
 《清史稿·卷442》，出自趙爾巽《清史稿》